# Claremont (Wirginia)
Claremont – miasto w Stanach Zjednoczonych, w stanie Wirginia, w hrabstwie Surry.